# Eugene Timmons
Eugene Timmons (* im 20. Jahrhundert; † 13. Mai 1999) war ein irischer Politiker der Fianna Fáil.
Im Jahr 1961 wurde Timmons im Wahlkreis Dublin North-East in den 17. Dáil Éireann gewählt, dem er bis 1965 angehörte. 1965 konnte er bei den Wahlen zum 18. Dáil Éireann sein Mandat nicht verteidigen. Erst bei den Wahlen zum 19. Dáil im Jahr 1969 gelang ihm der Wiedereinzug in das Unterhaus, dem er nach einer weiteren erfolgreichen Wiederwahl bis 1977 angehörte. 1977 schied er infolge seiner Wahlniederlage endgültig aus dem Unterhaus aus.
Von 1965 bis 1967 bekleidete Timmons das Amt des Oberbürgermeisters von Dublin. Er war damit der letzte Politiker, der dieses Amt für mehr als eine Amtszeit innehatte.